# Günther Bechem
Karl-Günther Bechem (z vzdevkom Bernd Nacke), nemški dirkač Formule 1, * 21. december 1921, Hagen, Nemčija, † 3. maj 2011, Hagen, Nemčija.

## Življenjepis
V svoji karieri je nastopil le na dveh domačih dirkah, Veliki nagradi Nemčije v sezoni 1952, kjer je z dirkalnikom BMW odstopil v petem krogu zaradi okvare na vžigu, in Veliki nagradi Nemčije v sezoni 1953, kjer je z dirkalnikom AFM U8 odstopil v drugem krogu.

## Popolni rezultati Formule 1
(legenda) (odebeljene dirke pomenijo najboljši štartni položaj, poševne pa najhitrejši krog, †-uvrščen kljub odstopu)
| Leto | Moštvo         | Šasija | Motor               | 1   | 2   | 3   | 4   | 5   | 6       | 7       | 8   | 9   | Prv | Toč |
| ---- | -------------- | ------ | ------------------- | --- | --- | --- | --- | --- | ------- | ------- | --- | --- | --- | --- |
| 1952 | "Bernd Nacke"  | BMW    | Eigenbau Straight-6 | ŠVI | 500 | BEL | FRA | VB  | NEM Ret | NIZ     | ITA |     | -   | 0   |
| 1953 | Günther Bechem | AFM U8 | BMW Straight-6      | ARG | 500 | NIZ | BEL | FRA | VB      | NEM Ret | ŠVI | ITA | -   | 0   |